# Pangkal Pinang
Pangkal Pinang è una città dell'Indonesia, capoluogo e centro più popoloso della provincia di Bangka-Belitung, situata sull'isola di Bangka.

## Amministrazione
Pangkal Pinang è una città con lo status di reggenza. È suddivisa in 6 kecamatan e 36 kelurahan. I 6 kecamatan sono:
- Bukit Intan
- Gerunggang
- Pangkal Balam
- Rangkui
- Taman Sari
- Giri Maya